# Henry Macintosh
Henry Macintosh, född 10 juni 1892 i Kelso i Scottish Borders, död 26 juni 1918 i Albert i Somme, var en brittisk friidrottare.
Macintosh blev olympisk mästare på 4 x 100 meter vid sommarspelen 1912 i Stockholm.